# Porrog, Somogy
Porrog  este un sat în districtul Csurgó, județul Somogy, Ungaria, având o populație de 237 de locuitori (2011). 

## Demografie
Componența etnică a satului Porrog
     Maghiari (78,17%)
     Romi (20,42%)
     Români (1,41%)
Componența confesională a satului Porrog
     Romano-catolici (46,84%)
     Luterani (32,07%)
     Fără religie (4,22%)
     Reformați (3,38%)
     Necunoscută (13,5%)
Conform recensământului din 2011, satul Porrog avea 237 de locuitori. Din punct de vedere etnic, majoritatea locuitorilor (78,17%) erau maghiari, existând și minorități de romi (20,42%) și români (1,41%). Nu există o religie majoritară, locuitorii fiind romano-catolici (46,84%), luterani (32,07%), persoane fără religie (4,22%) și reformați (3,38%). Pentru 13,5% din locuitori nu este cunoscută apartenența confesională.